# トリガーハート エグゼリカ
『トリガーハート　エグゼリカ』 （TriggerHeart EXELICA）は株式会社童（わらし）が開発・販売したゲームソフト。ジャンルは縦スクロール型シューティングゲーム。2006年5月末にアーケードゲームとして販売され、システム基板にはNAOMIが使用された。後には家庭用ゲーム機やモバイル通信端末への移植作も発売された。
その後は、ドラマCDや設定集のついた攻略本、フィギュアなどキャラクター面でのアプローチも行われている。

## ゲーム内容
未来的な兵器で武装した少女の姿をした自機を操作して、敵機を殲滅しながらゲームを進めていく。操作は8方向レバーと3ボタンを用い、Aボタンで自動連射の「ショット」、Bボタンで敵機を捕縛し攻防に利用する「アンカーシュート」（詳細は後述）、Cボタンで画面全体の敵を攻撃する「ボム」を使用する。「得点アイテム」を効率良く稼いでいくためには、ゲームの特徴である「アンカーシュート」を敵の位置を考えながらうまく使う必要があるため、パズル的要素も含んでいる。

## 主な特徴

### アンカーシュート
アンカーで絡め取った敵を引き寄せることで敵弾を防ぐための盾にしたり、振り回して勢いをつけて別の敵に投げつけることで攻撃したりできるという、本作の最も特徴的なギミック。得点アイテムを稼ぐためにも利用される。なお、敵を捕まえ攻撃に転用するという要素自体は本作独自のアイディアではなく、本作以前の作品においても『ザ・グレイト・ラグタイムショー』『スペースボンバー』『ダライアスシリーズ』などに類似のギミックが用いられている。
敵のキャプチャー、耐久力
アンカーシュートボタン（以下Bボタン）を押すと「アンカー」と呼ばれる特殊弾を発射、これが命中した敵を侵食し始め表示される侵食度が100パーセントになると、その敵を捕まえて振り回せるようになる。これをキャプチャーという。キャプチャーした敵は敵弾や敵本体に接触すると、弾を消したり敵にダメージを与えるとともに耐久力が減少する。表示された耐久力の続く限り敵をキャプチャーし続けることができる。また、キャプチャーした敵で敵弾を防ぐと「得点アイテム」に変えることができる。反面、自機はキャプチャー中にショットを撃つことができない。また捕まえた敵の耐久力は大きな敵ほど大きくなるが、そのぶん完全にキャプチャーするまで時間がかかり、その間は攻撃手段を失ってしまう。
敵の爆破、投擲攻撃
キャプチャー中、Bボタンを押し続けると敵との距離をそのままに保持しつつ移動することができる。回転していない状態（後述）でBボタンを離すと敵をその場で爆破することができ、その時発生した爆風で付近の敵にダメージを与えると共に敵弾を消すことができる。
Bボタンを押しつつショットボタン（以下Aボタン）を押すことにより、敵を引き寄せることができる。その状態でレバーを回転させると、自機の周囲をぐるぐると回転させるように敵機を振り回すことができ、この状態で敵に当てることでも大きな威力を発揮する。Bボタンを押しつつAボタンを離すと回転を止めることができ、逆に回転して勢いのついている状態でAボタンを押しながらBボタンを離すとハンマー投げのように敵を放り投げる。投げられた敵は強力な貫通弾と化し、周囲の敵弾を「得点アイテム」に変えつつ敵を破壊する。狙いを付けるのは上級者向けの操作として難しく設定されており、Bボタンを放すタイミングを誤るとあらぬ方向に飛んでいってしまうが、当たりさえすればボスキャラクターにも一撃必殺のダメージを与えることができる。
移植版においては、オプションの設定でキャプチャーした後に自動で回転するように設定する事ができる。キャプチャーした敵を回転させるのに慣れていない初心者向けの設定。
ロックオンショット（対地上、ボス）
地上敵やステージボスなどはキャプチャーすることはできず、代わりにBボタンでロックオンという動作が行える。その状態でAボタンを押すことで、自機が移動してもロックオンした敵に集中的に当て続けられるショットを放つ。

### 得点アイテム
敵を倒したり、上記のアンカーシュートを利用した方法で出現する。Aボタンを離すことで、画面上にある全ての得点アイテムを自機に引き寄せて取得することができる。得点アイテムは大きさによってランクが5段階あり、大きければ大きいほどランクが高い。得点アイテムは、出現後すぐに取得せずに画面上にしばらく放置することで大きくなりランクが上がっていく。なお、得点アイテム自体はスクロールと共に後方へと流れていき、画面外に出てしまうと消えてしまうため、高い得点を得るには上記の引き寄せる技のタイミングが重要である。
得点アイテムを多く所得することによって、難易度や、ストーリーの展開が変化する。後述の「V.B.A.S.」も参照。
なお、得点アイテムの獲得状況に応じて実際に獲得するスコアの計算法は、オリジナル、各家庭用移植版によって異なる点を持つ。

### V.B.A.S.
「V.B.A.S. / Variable stage Boss Attack System」とは、プレイヤーの腕前によってボスキャラクターの難易度が変わるシステム。具体的には、得点アイテムの取得数によってボスキャラクターの形態が第2、第3形態へと変化していくというもので、スコアを稼ごうとせずにただ単にクリアするだけなら簡単に、スコア目的ならば弾幕系シューティングのごとく激しくボスと戦える。

## あらすじ

### エグゼリカ、クルエルティアのストーリー
地球から遠く離れた星系で超惑星規模防衛組織チルダは、ヴァーミスと呼ばれる敵との戦いに少女型兵器「トリガーハート」を投入していた。トリガーハートであるエグゼリカとクルエルティアは、戦闘中に敵軍の退避に巻き込まれて地球へと転送されてしまう。もとの星系に帰ることもかなわず、戦いの結末を知ることもできず、地球での暮らしに溶け込みながら修復を行っていたが、退避していた敵軍の残存兵力が地球を襲撃し、第二の故郷となった地球を守るためにエグゼリカとクルエルティアはヴァーミスと戦う。
戦いの舞台は、ヴァーミスの侵蝕体に融合されてしまった地球の都市で、エグゼリカとクルエルティアが二手に分かれる場面からゲーム本編が開始する。ステージ1では海からヴァーミスの前線基地「フラグメントI」へと攻め入り、敵の侵蝕コアを撃破するが、ゲーム上で一定の条件を満たすことにより、トリガーハートを模したヴァーミス側の少女型兵器、フェインティア・イミテイトの挑戦を受けることになる。続くステージ2ではヴァーミスに占拠された市街地へと突入して建築物への被害を抑えながら戦い、ステージ3では高度を上げて上昇して空中戦を行う。ステージ3では再びイミテイトと遭遇することになる。ステージ4では再び高度を下げ、ヴァーミスに侵蝕されて変わり果てた工業地帯での戦闘となり、最終ステージであるステージ5へと進入する。ステージ5では塔のような巨大建造物に沿って上昇していき、その最上部でイミテイトとの最後の戦いが行われる。
アーケード版、および家庭用版のノーマルエンドの展開では、エグゼリカとクルエルティアのうち自機として選ばれなかったヒロインが、自機を庇おうとしてラストボスである巨大な敵機体「ヴァーミス・エンダ」に取り込まれてしまう。崩壊する敵建造物の中、自機は次々と落下してくる瓦礫をアンカーで拾って応戦してこれを撃破するが、自機として選ばれなかったヒロインはヴァーミス・エンダによって浸食を受けた事で、崩壊する敵建造物から自機のヒロインを脱出させるために犠牲となり、悲劇的な形のエンディングを迎えてしまう。
一方、家庭用ゲーム機版では一定の条件を満たすとトゥルーエンドの展開となり、その内容はストーリーモードとアーケードモードで大きく異なるものの、いずれにせよ最後はエグゼリカとクルエルティアは二人揃っての生還を果たす。DC版/『エンハンスド』ストーリーモードのエグゼリカエンディングでは、エグゼリカに倒されつつも最後に一矢報いようとしたイミテイトを、クルエルティアとエグゼリカが協力して退ける展開となり、DC版/『エンハンスド』ストーリーモードのクルエルティアエンディングでは、ヴァーミスの支配から自由になり自我を取り戻したイミテイトが自らの素性を明かして去り、彼女のオリジナルとなった本物のフェインティアの行方をクルエルティアらが探すことを決意する展開となる。『エンハンスド』アーケードモードおよびXBLA版では、イミテイトを攻撃に巻き込んで自機を攻撃してきたヴァーミス・エンダを、エグゼリカ、クルエルティア、イミテイトが協力して撃破するという展開になっている。

### フェインティアのストーリー
『エンハンスド』で追加されたフェインティア（オリジナル）のストーリーモードでは、本物のフェインティアはユニットの一部をパージして自力で脱出したが、その際に地球に飛ばされてしまい、エグゼリカやクルエルティアよりも遅れて到着したという設定で登場する。エグゼリカやクルエルティアの支援艦であるカルナダインをヴァーミスの攻撃から救助したフェインティアは、先行するエグゼリカとクルエルティアを追いかける過程で、ヴァーミスに鹵獲されたユニットから生み出されたイミテイトとの交戦を経験する。途中、エグゼリカからイミテイトと誤認されて危うく攻撃されそうになったり、クルエルティアとの再会を喜んだりしながらヴァーミスの中枢を目指し、イミテイトとの決着に挑む。アーケードモードでは展開が異なり、ラストボスの直前でエグゼリカやクルエルティアと合流する展開となっている。
ストーリーモードのノーマルエンド、アーケードモードのノーマルエンドおよびトゥルーエンドは、細部の展開は異なるものの、ヴァーミスの精神支配を脱しつつも暴走したイミテイトを撃破し、フェインティアはエグゼリカ、クルエルティアらと生還を果たす展開となる。ストーリーモードのトゥルーエンドではイミテイトと和解し、再会の際には彼女に名前をつけることを約束して分かれた後、ドラマCD版の内容に準じたヴァーミスが使用したワープゲートの残滓を利用し、イミテイトが残したファルドットの外郭に今までの戦闘記録を搭載し、故郷のチルダへ送るという場面で幕を閉じる。

## 用語設定
チルダ
地球から遠く離れた星系の超惑星規模防衛組織。エグゼリカらが属する側の組織。
ヴァーミス
自律戦闘単位集団。金属細胞と生体装甲を持つ兵器群。兵器として進化するために、戦闘によって淘汰を受けると共に、接触した相手から情報を取り込む。エグゼリカらの敵。
トリガーハート
対ヴァーミス局地戦闘用として有人兵器を超える高性能化のためにチルダが造った12体の少女型兵器。人間とほぼ同様の人格を持つ。
12体のうち、エグゼリカは「TH60」、クルエルティアは「TH32」、フェインティア（オリジナル）は「TH44（『アーカイヴ・アンカー』の設定ではTH38）」のトリガーハートナンバーを持つ。防諜上の理由から、完全な連番になっていない。
トリガーハートの人格が女性型の理由は、ヴァーミスの浸食に対して女性型の人格AIに耐性があったため。
エグゼリカ、クルエルティア、フェインティア（オリジナル）以外の9体の詳細は、健在5、半壊1、ロスト1、封印中1、調整中1となっている。
半自律随伴砲撃艦
ゲーム中においてエグゼリカやクリエルティアが使用している戦闘ユニット。トリガーハートの右側面から僅かに離れた位置を浮遊しショット攻撃やボムを発射する。ゲーム上は自機の一部として扱われるが、設定上は単なる携帯火器ではなく人間サイズに小型化された無人艦艇とされ、トリガーハートやアンカーユニットと艦隊を組む僚艦であると位置づけられている。劇中のステージ開始時やボムの使用時などで、トリガーハートらがこれらの僚艦に号令をかける様子が描写されている。
アンカーユニット
半自律随伴砲撃艦と共にトリガーハートの左側面に浮遊している戦闘ユニットで、アンカーシュート攻撃を発射する。

## 登場キャラクター

### プレイアブルキャラクター
プレイヤーは、エグゼリカまたはクルエルティアの2人から1人を選んでゲームをプレイする。『エンハンスド』では、これに追加キャラクターのフェインティア（オリジナル）を加えた3人の中から1人を選択できる。
エグゼリカ（TH60 EXELICA）
声 - 河原木志穂
本作の主人公。すみれ色の髪に童顔、白いスクール水着を着ているような外観のトリガーハート。トリガーハート中の最新鋭機であり、ダウンサイジングに成功したため体躯も小柄。彼女の意志に従って駆動する半自律随伴砲撃艦「アールスティア」（Ar'stear）とアンカーユニット「ディアフェンド」（D'rfend）を従えて戦闘する。
移動スピードが他のキャラクターよりも遅いが、ショットが一定周期で拡散するタイプなので小型敵の殲滅力が高く、初心者プレイヤー向けのキャラクターとして位置づけられている。
- ショットタイプ：威力の低い広範囲型
- 移動スピード：並
- アンカーを引き寄せる速度：並

クルエルティア（TH32 CRUELTEAR）
声 - 清水こずえ
赤い髪を持ち、黒い競泳水着を着ているような外観のトリガーハート。エグゼリカに先行して生まれた「姉」であり、エグゼリカからは「姉さん」と呼ばれて慕われている。気性はやや熱血気味であるという設定。主力装備は半自律随伴砲撃艦「カルノバーン」（Cr'nbarn）2機。うち1機は応急改修によりアンカーユニット「カルノバーン・ヴィス」として運用されている。
ショット範囲は狭いが、前方集中型で途切れることなく連射できる。移動速度もあるため、敵のコントロールがしやすい。
- ショットタイプ：威力が並の集中型
- 移動速度：速い
- アンカーを引き寄せる速度：速い

フェインティア（オリジナル）（TH44 FAINTEAR）
声 - 水樹奈々
劇中においてフェインティアの名で呼ばれるキャラクターは2体存在し、このうち敵キャラクターとして登場する「フェインティア・イミテイト」はその名の通り本物のフェインティアを模したコピーという設定である（後述）。本物、すなわちオリジナルのフェインティアは、DC版においてはクルエルティアのストーリーモードで名前が登場するのみだが、『エンハンスド』ではプレイヤーキャラとして使用でき、その場合のみ独自の設定で登場する。なお『エンハンスド』でもエグゼリカまたはクルエルティアを自機として選択すると最後まで登場せず行方不明のままとなり、DC版に準じた描写になっている。
オリジナルのフェインティアはクルエルティア以降、エグゼリカ以前に起動したトリガーハートで、最新型であるエグゼリカは彼女の存在を知らない。DC版や『エンハンスド』におけるクルエルティアのストーリーモードでは、かつてクルエルティアと行動を共にしていたことがあったと言及されている。単機での作戦中にヴァーミスに捕獲されたとされ、どこに捕らえられているかはフェインティア・イミテイトも知らない。
『エンハンスド』で自機として登場するフェインティアには、ヴァーミスに捕獲された後で脱出したという設定がなされている。本来の装備の半自律随伴砲撃艦は失っており、代わりの装備としてテスト用砲撃艦「ガルシリーズ」2機を用いている。ガルシリーズは砲撃専用艦「ガルトゥース」、砲撃&アンカー艦「ガルクアード」で構成されている。
レーザーの威力が高く、自機と縦軸を揃えて動く性質から移動しながら薙ぎ払うことも可能だが、画面から消えるまで次弾の発射ができない。全キャラクター中最速でレーザーの火力もあって殲滅力の高さは随一だが、弾幕の密度の高いエリアではそれが仇になる。ロックオンのショットはレーザーよりも火力に劣る反面スピードが落ち着く。
このように利点、欠点がはっきりとした性能をした（スタッフの弁を借りれば「ジャジャ馬」）キャラクターであり、他の2キャラとは別のゲーム性を持っている。
- ショットタイプ：威力が高いレーザーショット
- 移動速度：極端に速い
- アンカーを引き寄せる速度：速い

### その他
フェインティア・イミテイト（FAINTEAR IMITATE）
声 - 石橋優子（オリジナル版）、桑谷夏子（ドラマCD、『エンハンスド』）
シースルー状のボディスーツをまとって出現し、エグゼリカ、クルエルティアと敵対する謎のトリガーハート。
外部拡張攻撃ユニット「ファルドット」は高エネルギー収束型「ファルドット・ナクト」、中射程砲撃型「ファルドット・ヴィス」、高機動型「ファルドット・メル」、イミテイトがエグゼリカとクルエルティアに託し、彼女達が地球で起ったヴァーミスとの戦闘記録のデータを搭載する為に使った外殻「ファルドット・シェル」の4種類が確認されているほか、設定画のみで劇中未登場の随伴砲撃艦を模したタイプもある。
アーケードモードでは1面、3面でアイテムカウンタを一定以上稼ぐとボスを倒した後に出現し交戦となり、5面でボスの前に登場するものの自動でストーリーが進むため戦闘はしない。ドリームキャスト版および『エンハンスド』のストーリーモードでは、アイテムカウンタを稼がずとも1面、3面、5面で登場し、その全てで交戦となる。Xbox Live版は1面と3面ではアーケード版と同様だが、さらに5面での登場時も交戦するように変更された。
その正体は、ヴァーミスがオリジナルのフェインティアを捕えて解析して作り出したコピーで、名称もオリジナルのフェインティアに似ているため（クルエルティアがオリジナルのフェインティアに誤認するほど）に付いた暫定的なものであり、ヴァーミス側でも発掘機材と呼称し、名称を与えていない。オリジナルのフェインティアが登場する『エンハンスド』では、専ら「イミテイト」と表記されている。
解析が不完全なため、もっと強くなるために本物のトリガーハートのパーツ（特にアンカーユニット）を求めている。
DC版/『エンハンスド』のストーリーモードのクルエルティアトゥルーエンド、および『エンハンスド』のストーリーモードのフェインティア（オリジナル）トゥルーエンドでは、ヴァーミスによる精神支配を脱したことでトリガーハートとしての誇りに目覚め、冷静沈着な性格も取り戻す。
『エンハンスド』のアーケードモードおよびXBLA版では、ヴァーミスの支配を脱した際の性格がDC版/『エンハンスド』のストーリーモードと異なり、怒りに任せてヴァーミス・エンダを叩きのめすなど、コントロール下状態よりも豪快な性格に描写されている。
iアプリ版のオマケゲーム『KUMASH!』では、エグゼクマと共にプレイヤーキャラとして使用できるようになっている。
エグゼクマ
声 - 渡辺久美子
ドラマCD、およびアルカディアの専門コーナーに登場した、フェインティア・イミテイトのお付きのクマ型。
カレーライスを作るように言われても「かたくなに」ハヤシライスを作る（その真意は不明）ため、イミテイトはハヤシライスをカレーライスと勘違いしている。
エグゼクマの顔は左右の目が「E」、口が「x」になっており、組み合わせると「Ǝ x E」……つまり「エグゼ」と読める、という「お遊び」になっている。なお、向かって左の「E」は裏焼きであるが、これはタイトルロゴの「ƎXELICA」にも見られるとおり、デザイン上の処理である。
なお、ドラマCDでは毒な言葉を結構吐いたり、ボケ突っ込みの両方をこなしたりと、ゲーム本編には登場しないキャラならではの自由な行動を見せる。
iアプリ版のオマケゲーム『KUMASH!』では、イミテイトと共にプレイヤーキャラとして使用できるようになっており、ゲームのほうでは初登場である。
オムレット
エグゼリカが地球で飼っている猫。エグゼリカエンディングに登場する。
当初はストーリー原案で名前のみ設定されていたが、DC版には出てこない。『エンハンスド』ではストーリーモードの複数の場面に登場し、スキルトールの勧めでエグゼリカが名前を命名したことなどが回想されている。
カルナ（C'r_na）
声 - 福圓美里
トリガーハートを回収・保護・修復する支援艦（バックアッパー）「カルナダイン」の搭載AI。緑色の髪をした少女の姿が与えられているが、これはインターフェースの役割を果たす立体映像であり、物理的に“歩く”必要もないためその脛の先端は足首がなくノズル状になっている。当初、カルナダインはストーリーの原案のみの存在であったが『エンハンスド』にて初めて登場し、そのAIであるカルナの容姿も設定された。トリガーハートたちの戦闘中は後方で待機しているという設定だが、オープニングアニメや、ストーリーモードのプロローグ、エンディング、フェインティア（オリジナル）のアーケードモードのみプレイできるステージ0に登場している。
スキルトール
声 - 上田燿司
地球でエグゼリカたちと出会い、保護した地球の老人。
エグゼリカとクルエルティアを娘として扱い、エグゼリカにはおとうさんと呼ばれる。これは、「おじいちゃん」と呼ばれるのを嫌がっているため。
ストーリー原案のみの存在だったが、『エンハンスド』のストーリーモードにおいて、プロローグや回想などに登場している。
ワット
スキルトールが飼っている犬で、クルエルティアに懐いている。『エンハンスド』のストーリーモードに登場する。
プレータ
声 - Kohichi Kazumura
フェインティア（オリジナル）が搭乗している支援艇の搭載AI。カルナとは異なりイメージデータがなく、ゲーム本編では無機的なコンソール画面として描かれている。『エンハンスド』のストーリーモードに登場する。

## 開発
バックストーリーとしては、故郷に帰還する手段を失い地球に漂着した、異星の人型兵器であるヒロインらが、第二の故郷となった地球を守るために侵略者と戦うという内容が設定されている。自機のキャラクターには一見してメカを装備したスクール水着、競泳水着を着た美少女という、当時の他のシューティングゲームと比べると非常にストレートな萌えを思わせる「メカ少女」的なデザインが用いられている。
アンカーとキャプチャーについては、初期の段階では投網のようにフィールドで覆われた複数の敵をまとめて振り回すタイプであった。また、開発当初は、クルエルティアの原案キャラクターデザインは少女型ではなく、外観から見ても分かる人型ロボットのデザインであった。

### 制作スタッフ
- Hiruned：ディレクター
- GRA（かこいかずひこ）：キャラクターデザイン / グラフィック
- DIK：グラフィック
- hoeX：グラフィック
- 梶原正裕（KAJA）：BGM制作

## 移植版
ドリームキャスト・Xbox 360・PlayStation 2・Nintendo Switch・PC(Steam)に移植されている。
ドリームキャスト版は、童にとって参入作になる。童はドリームキャスト発売前より参入を発表しており、発売から実に8年越しで公約を果たしたことになる。ドリームキャスト版では、新規カットインとボイスが追加され、「ストーリーモード」や「アレンジモード」などの新モードも追加された。サウンドトラックCDと小冊子の特典がついた「限定版」も同時発売。
2008年2月27日よりXbox 360用のダウンロード販売版がXBOX 360 LiveArcade（以下XBLA版と明記）で配信された。XBLA版は、ドリームキャスト版とは異なった新規カットインの追加、16:9ワイドテレビやハイビジョンへの対応などの演出面の強化が施され、オンラインランキングにも対応しているが、ドリームキャスト版にあったストーリーモードやアレンジモードは存在しない。移植作業にはガルチ（現・カヤックアキバスタジオ）も関わった。Xbox Oneでの後方互換に対応している。
2008年12月1日、2009年9月1日 には、NTTドコモのフィーチャーフォン対応のアプリ（iアプリ）が、前後編のシューティングゲームとして配信された。ゲーム本編の移植版のほか、きせかえツールや待ち受けの配信も行われた。
2009年3月26日にはアルケミストからPlayStation 2版『トリガーハート　エグゼリカ　エンハンスド』が発売された。開発は、XBLA版に引き続いてガルチが担当。新規の主題歌つきオープニングアニメや、自機として使用できるキャラクターの追加が行われた。PS2版では限定版として『ねんどろいど スペシャルセット』が発売され、グッドスマイルカンパニーが手掛けている2.5頭身のデフォルメフィギュアシリーズ「ねんどろいど」に準拠したデザインのフィギュアが同梱された。
2023年5月13日、コスモマキアーが本作のゲーム等に関する権利を取得したことを正式発表。今後は、積極的に同タイトルを制作・配信し、広く世界中の人々に知っていただく活動を進めるとのこと。
2023年7月7日より、同年12月末発売予定のNintendo Switch版の復活応援プロジェクトがMakuakeにて開始。8月5日の終了までに約630万円の応援購入があった。『エンハンスド』はアルケミストの倒産による関連資料消失で復刻は不可能と明言している。
2023年8月10日、Nintendo Switch版の発売予定日が同年12月14日に決定したことを発表。内容、キャラクターの声はドリームキャスト版準拠。
2023年9月6日、同年8月31日をもってXBLA版の配信が終了となったことが報告された。
2024年4月26日、PC(Steam)版の配信が開始。また、DC版初回限定版同梱サントラCD「サウンドアンカー」とNitendoSwitch版クラウドファンディング実施時のリターン品のサントラCD「RE：サウンドアンカー」の収録楽曲を網羅したサウンドトラックデータも同時に配信開始(ゲーム未購入でも購入可能)
2024年9月11日、移植不可能とされていた『トリガーハート　エグゼリカ　エンハンスド』のNitendoSwitch版の発売を発表。シューティングゲーム部分の調整、ビジュアルの高画質化、追加操作キャラ「フェインティア」の再調整などのリマスターが行われる。同年9月26日よりMakuakeにてクラウドファンディングを開始。

### ドリームキャスト版のみに存在するモード
ドリームキャスト版には「ストーリーモード」と「アレンジモード」というモードが追加されている。

#### ストーリーモード（ドリームキャスト版）
ストーリーモードは、各ステージの冒頭などでキャラクターの会話が挿入される。コンティニューの有無などのプレイの結果でエンディングが変わる。ゲームのステージ構成は、ステージ1、3、5で稼いだ得点に関わらずフェインティア・イミテイトが登場する事を除いて、アーケードモードと変わらない。

#### アレンジモード
アレンジモードは、上級者向けの高難易度モードである。敵弾の数が増え、コンティニュー不可能だが、得点を稼ぎやすいという特徴がある。

### XBLA版のみに存在する要素

#### オンラインランキング
XBLA版では自分の得点をサーバーにアップロードして、世界中のプレイヤーと順位を競える。
アップロードはプレイ終了時に自動で行われるので、特別な操作をする必要は無い。
ランキングはエグゼリカ、クルエルティアのEASY、NORMAL、HARDの各難易度の6項目にて別々に集計されている。なお、ランキングの登録及び閲覧は無料のシルバーメンバーシップでも可能である。ただし残機、ボム数、エクステンドの設定が全てデフォルトの状態になっていないと正当なスコアと見なされず、アップロードは行われない。
これらの設定を変更すると登録されない旨の警告が出る。このXBLA版のオンラインランキングは、スコアに関してはコンティニュー以前のスコアが、到達ステージに関してはコンティニューの是非に関係なく最後に到達したステージがサーバーに記録される。例えばスコアを5千万点稼いで3面で死亡し、コンティニューしてオールクリアした場合、「スコア5千万点でオールクリアした」とみなされる。

#### 実績
XBLA版では他のXbox 360の全てのゲームと同様、ゲームの進行状況に応じて様々な「実績」を獲得できる。本作の実績は全部で12項目存在し、全て獲得した際のゲーマースコアは合計200ポイントとなっている。あくまでも実績であり、獲得することによってゲームの進行が有利になるような要素はない。

### iアプリ版に存在する要素
アーケードや他の移植版にはないステージとボスが追加されており、携帯電話用のコンテンツも多数配信されている。
iアプリ版のシューティングゲーム本編は前後編に分割されているが、前編からデータを引き継いで後編をプレイして、ノーマルエンディングとトゥルーエンディングへと分岐する。

#### KUMASH!
本編のシステムを用いたパズルゲームで、色分けされた敵をキャプチャーし、開いたパネルに投げ込む。
その際、投げ込んだ敵とパネルの色が同じだとFEVERゲージが上昇する。MAXになるとFEVERモードに突入し、パネルが金塊パネルに変化して高得点が得られる。
本作のみフェインティア・イミテイトとエグゼクマがプレイヤーとして使用可能。

### 『エンハンスド』に存在する要素
『エンハンスド』ではオープニングアニメの追加や、それまで設定上の存在であったキャラクターであるフェインティア（オリジナル）が自機として使用可能になっているほか、ストーリーモードも用意された。

#### ストーリーモード（『エンハンスド』）
『エンハンスド』のストーリーモードはドリームキャスト版のあらすじを踏襲しつつも、アドベンチャーゲーム的なビジュアルおよび音声が挿入されるようになった。ストーリーの内容についてもドリームキャスト版から膨らまされ、ステージやボスキャラクターの特徴に関する説明や、エグゼリカやクルエルティアが地球に漂着してから地球人として過ごした日々を回想する場面、クルエルティアとフェインティア（オリジナル）の関係についての言及などが追加されている。新キャラクターであるフェインティア（オリジナル）にも新規のストーリーが用意されている。

#### オープニング
『エンハンスド』では、オープニングアニメとしてP.A.WORKSによる新規のムービーが追加されている。
オープニングソング「GRAVITY ERROR」
作詞/作曲：志倉千代丸
編曲：上野浩司
歌：彩音

## 反響
キャラクターが注目を集め、美少女キャラクター及びメカ少女関係の雑誌から記事として取り上げられたほか、『月刊アルカディア』では、2006年12月号から2007年4月号にかけてファンページが連載されていた。なお、2006年度の『アルカディア』のキャラクター投票では、主人公エグゼリカが1位に選ばれたのをはじめ、登場する全てのキャラクターがランクインしている。
2001年にハードが生産中止となっているドリームキャストへの移植版発売が、2006年12月に発表され話題となった。これは2007年2月22日に発売された。本体が生産中止になって久しいにも係わらず、予約販売のみの限定版が完売したことに加え、メッセサンオーの週間売り上げでも1位を記録するなどの反響を得た。

### 雑誌連載
『月刊アルカディア』に「トリガーハート　エクステンション」というコーナーが掲載された。エグゼクマというキャラが書き起こされており、同コーナーではゲームには登場しない裏設定なども掲載されていた。
また、イラストコンテストも行われ、オリジナルトリガーハートのイラストも募集された。

## 関連商品
トリガーハート　エグゼリカ 攻略&設定資料集アーカイヴ・アンカー
2007年7月29日にキルタイムコミュニケーションから出版された攻略本・各種設定集。巻末に九頭龍剣之介と七六の4コマ漫画が付属する。
ドラマCD トリガーハート　エグゼリカ 〜パラレルアンカー〜
2007年8月24日にフロンティアワークスから発売されたドラマCD。シリアスパートとギャグパートの二つに分かれている。シリアスパートはゲーム本編の後日談、ギャグパートについてはアニラジ形式となっており、平成以前の時代に関するネタやテイスト、内輪ネタ、および内容の一部がネタとして使われたアニメ・インターネットから発生した話題に関するネタ（トリガーニートからのニートネタも含む）などが主である。なお、フェインティア・イミテイトの担当声優が変更されている。
1/8 エグゼリカフィギュア（アルター）
爪塚ヒロユキが原型師を務めたフィギュア。アルターから2008年3月に発売。当時は1/8キャラクターフィギュア史上最大のパッケージになるといわれており、童の公式サイトにはXbox 360の大きさと比較した写真が置かれている。
1/8 エグゼリカフィギュア（トイズワークス）
上記アルター版とは別に、トイズワークスが制作したフィギュア。2008年10月に発売。